# Gustave Singier
Pour les articles homonymes, voir Singier.
Gustave Singier, né le 11 février 1909 à Warneton (Flandre-Occidentale belge), et mort le 5 mai 1984 à Paris, est un peintre, graveur et lithographe non figuratif français d'origine belge.

## Biographie

### Jeunesse et formation
Gustave Singier naît à Warneton en 1909. Son père, Gaston Singier, est ébéniste et sa mère, Germaine Casier, est tisserande. Son enfance est marquée par la Première Guerre mondiale car sa ville de naissance se situe sur le front de l'Yser,,.  
En septembre 1914, la famille est d'abord évacuée sur Comines, puis en Flandres et enfin dans les Ardennes à Lignières. Après l'Armistice, ils sont logés au sein de l'hôtel de Montmorrency de la rue du Cherche-Midi. 
En 1919, Gaston Singier parvient à s'installer avec un atelier d'ébénisterie à Paris. Gustave suit de 1923 à 1926 les cours de l'École Boulle qui le forment au dessin architectural et au design de mobilier. Il travaille de 1927 à 1939 comme dessinateur dans une société d'agencement de magasins avant de se tourner vers la peinture.  

### Carrière
En 1936, Singier rencontre Charles Walch qui le met en contact avec le monde artistique et il commence d'exposer dans des Salons. En 1939, il fait la connaissance de son voisin, Alfred Manessier, de ses amis Elvire Jan et Jean Le Moal. Mobilisé l'année suivante dans l'armée belge, il est envoyé à Bagnols-sur-Cèze après l'invasion de la Belgique. De 1941 à 1944, il travaille dans l'atelier d'ébénisterie de son père. 
Gustave Singier participe à l'exposition Vingt jeunes peintres de tradition française organisée en 1941 par Jean Bazaine, première exposition de peinture d'avant-garde (Galerie Braun à Paris) sous l'Occupation. Il se réfugie en 1944 chez Alfred Manessier, dans le Perche où séjourneront également Elvire Jan, Jean Le Moal, Jean Bertholle, l'écrivain Camille Bourniquel, les sculpteurs François Stahly et Étienne-Martin.
En 1945, il expose au Salon de Mai dont il est avec ses amis l'un des fondateurs. Il est naturalisé Français en 1947 et se lie d'amitié avec le poète Jean Lescure. La galerie Billiet-Caputo réalise en 1949 sa première exposition personnelle à Paris, la galerie de France de Myriam Prévot et Gildo Caputo présente ensuite régulièrement son travail. 
De 1951 à 1954, il enseigne à l'Académie Ranson ; de 1967 à 1978, à l'École nationale supérieure des beaux-arts de Paris où l'on compte parmi ses élèves Michel Four et Ricardo Cavallo. Il est membre de la Société des peintres-graveurs français, membre fondateur en 1975 du Salon de Toulon, en 1976 du Salon de Vitry-sur-Seine, examinateur en 1978 au concours de Rome.
Singier a réalisé de nombreux cartons de tapisseries et des vitraux, des mosaïques, des costumes et décors (notamment pour le TNP de Jean Vilar et l'Opéra de Paris). Il a illustré de ses gravures ou lithographies plusieurs livres.
Il meurt le 5 mai 1984 à Paris et est inhumé au cimetière du Montparnasse. 
Singier fait partie des peintres réunis pour l'exposition L'envolée lyrique, Paris 1945-1956 présentée au musée du Luxembourg (Sénat), d'avril à août 2006 (Sans titre, 1952).

## Style et influence
Gustave Singier débute comme expressioniste et parvient à se forger une réputation importante. Après la Seconde Guerre mondiale, il est influencer par les oeuvres de Vassily Kandinsky et Piet Mondrian. Il rejette l'abstraction pure et lui préfère une forme d'abstraction reliée à la réalité, en continuité avec les influences impressionnistes et cubistes. Dans les années 1950, son style est plus épuré et son approche privilégie une composition sobre avec une touche d'humour,. 

## Œuvre

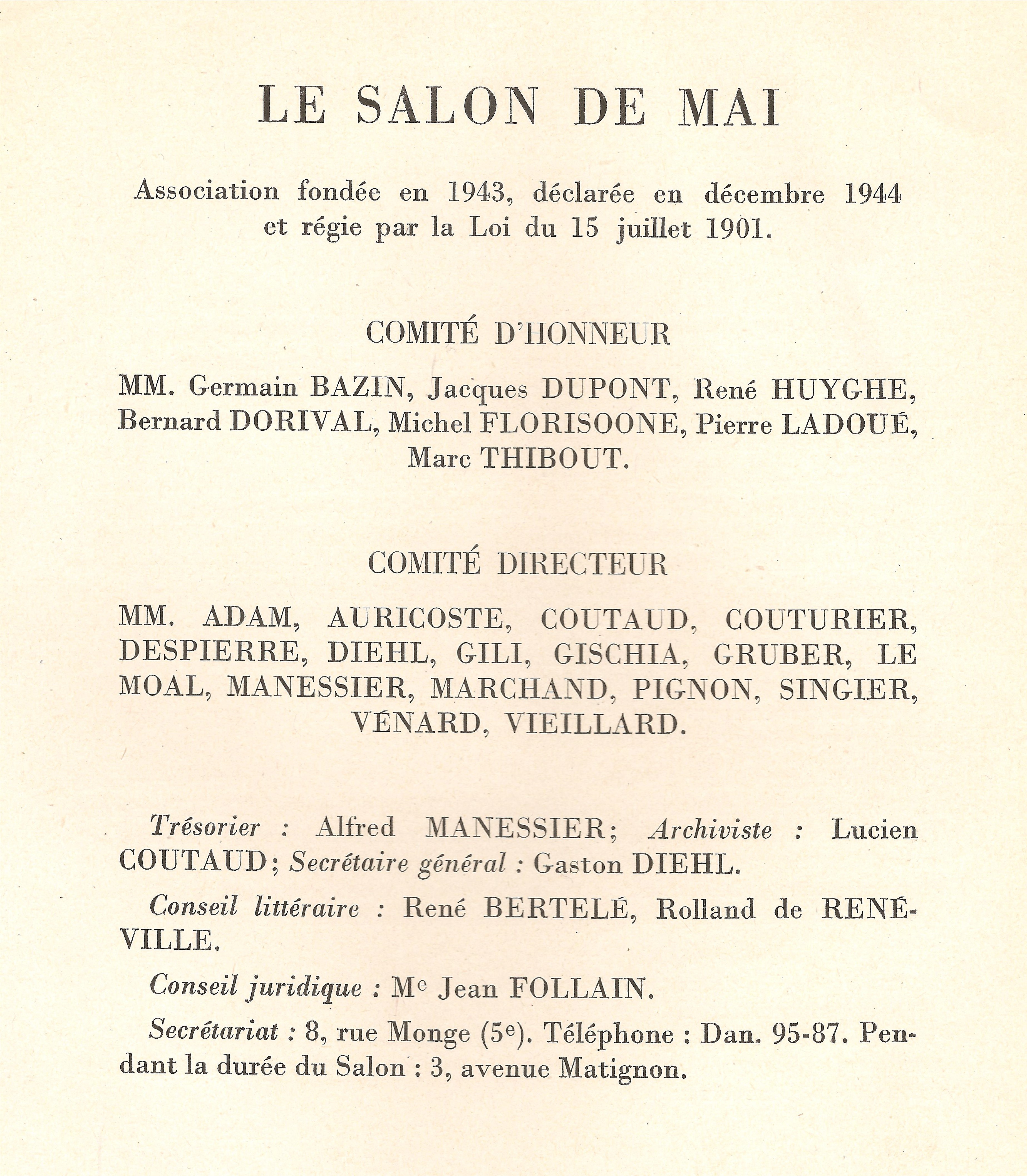
Premier Salon de Mai, 1945.

### Livre illustré
- Camille Bourniquel, Quatrains, texte et illustrations gravés au burin, 1947.
- André Frédérique, Le Traité des Appareils, avec six lithographies, Paris, Édition Galerie de France, 1955.
- Robert Marteau, Sibylles, 21 dessins, Paris, Édition Galanis, 1970.
- Julien Gracq, Un balcon en forêt, présentation de Jean Lescure, 21 lithographies de Singier, Société de bibliophiles Beaux livres grands amis de Nancy et Bibliophiles de Provence, 1973.
- Jean Lescure, Le Blason du corps blessé, avec 16 lithographies de Gustave Singier, Société des bibliophiles de Normandie, 1974.
- Jean Lescure, Traité des couleurs, poèmes autographiés avec 51 dessins de Singier, Sigean, Éditions de l'Orycte, 1980.

### Décor et costume
- 1955 : costumes pour l’Orfeo de Monteverdi, Festival d'Aix-les-Bains.
- 1960 : décors et costumes pour Turcaret de Lesage, TNP ; décors et costumes pour Antigone de Sophocle, TNP ; décors et costumes pour L'heureux stratagème de Marivaux, TNP.
- 1962 : décors et costumes pour Pelléas et Mélisande de Debussy et Maeterlinck, Musée des Beaux-Arts, Bruxelles.
- 1964 : décors et costumes pour Saracenia, ballet, musique de Bela Bartok, Théâtre national de l'Opéra, Paris.
- 1967 : décors et costumes pour Hyppolyte et Hyacinthe de Mozart, Festival du Marais, Paris ; décors et costumes pour Pimpinone de Telemann, opéra-bouffe, Festival du Marais, Paris.
- 1968 : peinture murale pour Aquathème, ballet, Ballet Théâtre contemporain d'Amiens.
- 1971 : costumes pour le Combat de Tancrède et Clorinde de Monteverdi, chorégraphie de Norbert Schmouki, Festival de Provins ; costumes pour Trois Gymnopédies d'Éric Satie et pour Symphonie en trois mouvements de Stravinsky.

### Tapisserie
- 1947 : L'Été, Manufacture Desborderie, Felletin (Creuse).
- 1949 : tapisserie pour l'Institut français de Londres.
- 1950 : Le Départ des voiliers, pour le Mobilier national, Manufacture des Gobelins.
- 1954 : tapisserie pour la Cour de cassation, palais de justice de Paris, Aubusson.
- 1958-1959 : quatre tapisseries tirées à quatre exemplaires, Ateliers Goubely-Gatien, Aubusson.
- 1961 : deux tapisseries pour la Maison de France à Tokyo, Manufactures de Beauvais et des Gobelins.
- 1967 : tapisserie pour le lycée pré-olympique de Font-Romeu, Aubusson.
- 1968 : deux tapisseries pour l'église Saint-Marcel (Paris), Aubusson[8].
- 1973 : tapisserie pour la Faculté de pharmacie de Châtenay-Malabry.

### Réalisation monumentale
- 1946 : Le Miracle des Pains, peinture pour le réfectoire du couvent des dominicains, rue de la Glacière, Paris.
- 1952 : six vitraux pour la chapelle des dominicaines de Monteils (Aveyron).
- 1960 : mosaïque (90 m2) pour le lycée climatique d'Argelès-Gazost.
- 1961 : mosaïque pour le lycée de garçons de Guingamp (Côtes-du-Nord).
- 1964 : mosaïque pour la Maison de la Radio, Paris.
- 1969 : peinture murale (polyuréthane sur béton) pour l'École des arts décoratifs d'Aubusson (60 m2); peinture murale (polyuréthane sur béton gravé) pour le lycée Carriat de Bourg-en-Bresse (250 m2).
- 1971 : panneau pour un Boeing 747 d'Air France (1,50 × 1,50 m).
- 1972 : deux peintures murales pour les salles de réfectoire et de réunion du centre scolaire de Sélestat.
- 1973 : mosaïque pour une façade d'immeuble, rue Mario Capra, Vitry-sur-Seine.
- 1974 : bas-relief (acier forgé) pour l'école de Coligny (Ain); deux décorations (éverit coloré) pour la faculté de droit de Villeneuve-d'Ascq.
- 1975 : enseigne de la Maison Pablo Neruda, Arles.

## Expositions

### Expositions personnelles
- Galerie René Drouin, Paris, 1946.
- Galerie de France, Paris, mars-avril 1955[9], 1967[10].
- École nationale supérieure des beaux-arts, Paris, 1982.
- Gustave Singier, rétrospective, Centre culturel Noroît, Arras, 1992.

### Expositions collectives
- Art 1955 - Musique, peinture (Georges Rouault, Gérard Schneider, Robert Savary, Gaston Sébire, Gustave Singier, Pierre Soulages, Nicolas de Staël…), architecture, sculpture, mobilier, Musée des Beaux-Arts de Rouen, 1955[11].
- Aquarelles et gouaches - Jean Bazaine, Marc Chagall, Roger Chastel, Georges Dayez, Maurice Estève, Alexandre Garbell, Léon Gischia, Jacques Lagrange, Charles Lapicque, Robert Lapoujade, Henri Matisse, Joan Miró, Pablo Picasso, Georges Rouault, André Dunoyer de Segonzac, Gustave Singier, Maria Elena Vieira da Silva, Jacques Villon, Galerie Cinq-Mars, Paris, 1962.
- Exposition organisée à l'occasion des États généraux du désarmement, Cercle Volney, Paris, mai 1963.
- Promesses tenues - Robert Lapoujade, Pierre Fichet, Olivier Debré, Roger-Edgar Gillet, Yasse Tabuchi, Robert Wogensky, Gustave Singier, Kumi Sugaï, Mario Prassinos, Jean Messagier, Paul Rebeyrolle, Musée Galliera, Paris, septembre-octobre 1965.
- L'envolée lyrique - Paris, 1945-1956, Musée du Luxembourg, Paris, avril-août 2006[12].
- Abstraction et figuration - Les années 50 : Jean Bazaine, Georges Breuil, Roger Chastel, Jean Degottex, Eugène Leroy, Gustave Singier, Artheme Galerie, Paris, décembre 2010 - janvier 2011[13].
- De Cuno Amiet à Zao Wou-Ki - Le fonds d'estampes Cailler, Musée d'art de Pully, février-avril 2013[14].

## Réception critique
- « Depuis 1952, sa palette s'est éclaircie. Ses fonds étaient alors dans les tons bleu sombre. Beaucoup de toiles de 1955 ont, au contraire, des fonds clairs, blanc bleuté ou teintés de vert, sur lesquels se détachent des lignes noires et des taches de couleurs assez violentes. Très musicien, Singier a peint parfois des tableaux - comme La harpe éolienne - où il a cherché à traduire des émotions musicales. Il pense que, pour aimer ses œuvres, il faut se mettre dans le même état de disponibilité d'esprit qui convient à l'audition d'une musique. » - Revue Connaissance des arts[9]
- « La peinture de Gustave Singier est étroitement, complètement, la peinture de notre temps. Elle élargit le champ de vision jusqu'à la vision elle-même. Il n'y reste pas une excroissance humaine ou résultant de l'industrie humaine. On n'était pas encore allé aussi loin dans l'animation de l'absence humaine : on n'avait pas encore affirmé aussi fortement l'homme de ce temps, sa condition nouvelle, sa nouvelle mort-néant, son nouvel espace, son univers aux dimensions inconnues, son univers en expansion ou en respiration. » - Georges Charbonnier[15]
- « En renonçant à reproduire les objets identifiables, mais dont l'aspect est changeant – comme la montagne de Provence dont le contour lui échappait, quoi qu'il fît – ou qui sont si vastes qu'on ne saurait les représenter entièrement, Singier n'offense plus la vérité. D'autre part, comme le tableau qui ne représente rien de précis peut tout représenter, comme il devient alors une image du monde qui, semblable à la montagne provençale, propose un spectacle toujours renouvelé mais toujours fuyant, Singier découvre que la seule chose qui soit constante, dans le monde comme dans le tableau, c'est l'attention que l'homme lui porte. Il s'agit donc, pour le peintre, de rendre le spectateur conscient de son attention. Pour y parvenir, il établit, dans le tableau, une combinaison de formes qui mêlent, comme en musique, les impressions de dissonance et de consonance. Les premières surprennent et les secondes attachent. C'est comme dans un texte, une affirmation qui, au premier abord, choque par son apparence paradoxale, mais qui est suivie d'un raisonnement dont la logique convainc et apaise en même temps. » - Yvon Taillandier[16]
- « J'ai aimé les toiles de Singier, non figuratives, mais dont les couleurs magnifiques, les transparences et les opacités évoquaient des eaux bleues, des coraux, des profondeurs aquatiques. » - Simone de Beauvoir[17]
- « Des rythmes légers et tendus, palpitants et ambigus, transposés sur les tableaux de chevalet de ce peintre connu pour ses compositions murales, ses cartons de tapisserie, ses projets de vitraux, ses décors de ballets. Un bleu profond qui lui est particulier domine souvent dans ses peintures raffinées. » - Gérald Schurr[18]

## Collections publiques
- Afrique du Sud
  - musée de Johannesburg
- Allemagne
  - musées d'Essen
  - musée de Hambourg
- Autriche
  - musée de Vienne
- Belgique
  - musée royal de Bruxelles
  - musée de Liège
- Canada
  - musée de Toronto
  - Musée national des beaux-arts du Québec[19]
- États-Unis
  - Charlotte (Caroline du Nord), Bechtler Museum of Modern Art
  - New York, Fondation Guggenheim
  - Pittsburg, Carnegie Institute
- France
  - musée de Dunkerque
  - musée du Havre
  - Paris, musée d'art moderne de la ville de Paris
  - Paris, musée national d'art moderne :
    - Fenêtre sur jardin, 1944, huile sur toile, 162 × 130 cm
    - L'été, 1945, huile sur toile, 161,8 × 129,5 cm
    - Le quatuor ou Composition abstraite, 1947, huile sur toile, 146 × 114 cm
    - Nuit de Noël, 1950, huile sur toile, 38 × 46 cm
    - Nocturne égyptien, 1955, huile sur toile, 99,5 × 65 cm
    - Sur la digue, 1956, aquarelle sur papier, 46 × 56 cm
    - Portrait-de-l'oiseau-qui-n'existe-pas (sur un poème de Claude Aveline), 1958, aquarelle sur papier, 32 × 23,5 cm
    - Balancements nuit, 1960, aquarelle sur papier, 45 × 55,5 cm
    - Pierre et eau, 1960, aquarelle sur papier, 57 × 45 cm
    - Haute Provence ou  Composition rouge, 1960, huile sur toile, 93 × 73 cm
    - Dessin, 1961, encre de Chine sur papier, 56,5 × 45 cm
    - Dessin, 1961, encre de Chine sur papier, 45 × 56,5 cm
    - Dessin, 1961, encre et lavis d'encre sur papier, 45 × 56,5 cm
    - Dessin, 1961, encre de Chine sur papier, 56,5 × 45 cm
    - Paysage, 1961, encre de Chine et lavis d'encre sur papier, 45,2 × 56,5 cm

  - Paris, Département des estampes et de la photographie de la Bibliothèque nationale de France
  - musée de Poitiers
- Macédoine
  - Skopje, musée d'art contemporain[20]
- Norvège
  - musée d'Oslo
- Nouvelle-Zélande
  - musée de Wellington
- Royaume-Uni
  - Londres, Tate gallery
- Suisse
  - musée de Bâle
  - musée de La Chaux-de-Fonds
  - musée de Genève (Fondation Gandur pour l'art)
  - musée de Sion

## Collections privées
- Aglaé Libéraki, Nuit d'automne, huile sur toile 46x55cm, 1951[21].

## Élèves
- Bertrand-Moulin
- Ricardo Cavallo
- Michel Four
- Gérard Garouste
- Tanguy Tolila